# Adolph Bruun
Adolph Bruun, född 24 juni 1781 i Heda socken, Östergötlands län, död 21 mars 1860 i Ljungs socken, Östergötlands län, var en svensk hovpredikant, kyrkoherde i Ljungs församling, prost och kontraktsprost i Gullbergs och Bobergs kontrakt.

## Biografi
Adolph Bruun föddes 24 juni 1781 på Disevid i Heda socken. Han var son till fänriken vid Östgöta infanteriregemente Johan Carl Braun och Anna Charlotta Svanstedt. Brunn blev höstterminen 1801 student vid Uppsala universitet, Uppsala. Brunn blev höstterminen 1801 student vid Kungliga Akademien i Åbo, Åbo. Bruun tog filosofie kandidat där 1807 och blev filosofie magister genom kunglig resolution 22 september 1810. Efter att ha tagit filosofie kandidat blev Brunns sedan lärare hos krigsrådet af Forselles på Peipola i Elimä socken. Under sin tid i Åbo var han även tolk till överbefälhavaren för ryska armen. Fick sedan av ryske tsaren Alexander I muntligt tillstånd att återvända till Sverige. Mellan 1811 och 1812 var han vice kollega i Linköping. Han prästvigdes 29 november 1812 till huspredikant på Ulfåsa och tog pastoralexamen 16 december 1812 Bruun blev 15 december 1813 extra ordinarie hovpredikant med tillåtelse att predika i tur och ordning tillsammans med de andra hovpredikanterna. Han blev ordinarie hovpredikant och ledamot av hovkonsistorium 24 februari 1821. Den 30 januari 1822 blev han kyrkoherde i Ljungs församling, Ljungs pastorat, tillträde 1824 och blev 5 januari 1827 prost. Brunn var från 28 november 1827 till 30 april 1856 kontraktsprost i Gullbergs och Bobergs kontrakt. Han avled 21 mars 1860 i Ljungs socken.

### Familj
Bruun gifte sig 1823 med Johanna Fredrica Mellberg (1791–1837). Hon var dotter till köpmannen Edvard Fredrik Mellberg och Fredrica Dorothea Martelleur i Stockholm. De fick tillsammans barnen Johan Edvard Bruun, lantbrukare (1824–1863), Adolph Fredric Bruun, lantbrukare (1825–1874) och Agnes Dorothea Maria Bruun, gift Lönner (1827–1874).